# Cantón de Levens
El cantón de Levens era una división administrativa francesa que estaba situada en el departamento de Alpes Marítimos y la región de Provenza-Alpes-Costa Azul.

## Composición
El cantón estaba formado por nueve comunas:
- Aspremont
- Castagniers
- Colomars
- Duranus
- La Roquette-sur-Var
- Levens
- Saint-Blaise
- Saint-Martin-du-Var
- Tourrette-Levens

## Supresión del cantón de Levens
En aplicación del Decreto n.º 2014-227 de 24 de febrero de 2014, el cantón de Levens fue suprimido el 22 de marzo de 2015 y sus 9 comunas pasaron a formar parte del nuevo cantón de Tourrette-Levens.